# Campionato bulgaro maschile di pallavolo
Il campionato bulgaro di pallavolo maschile è un insieme di tornei pallavolistici per squadre di club bulgare, istituiti dalla Federazione pallavolistica della Bulgaria.

## Struttura
- Campionati nazionali professionistici:

Superliga: a girone unico, partecipano dodici squadre.
- Campionati nazionali non professionistici:

Vysša liga: a due gironi, partecipano quattordici squadre;